# سانت إليسيو كون فيالون (بافيا)
سانت إليسيو كون فيالون (بالإيطالية: Sant'Alessio con Vialone)‏ هي بلدة تقع في مقاطعة بافيا بإقليم لومبارديا في شمال إيطاليا. تبلغ مساحة هذه المدينة 6.6 (كم²)، وترتفع عن سطح البحر م، بلغ عدد سكانها 521 نسمة في عام 2004 حسب إحصاء المعهد الوطني للإحصاء.

## السكان
في سنة 1861 بلغ عدد السكان 656 نسمة، وتطور العدد ليصل في سنة 2011 لـ 840 نسمة.
يظهر هذا المخطط البياني تطور النمو السكاني لـ سانت إليسيو كون فيالون (بافيا)